# Rehrbach (Wümme)
Der Rehrbach ist ein 5,9 km langer Bach in den Gemeinden Stemmen, Helvesiek und Lauenbrück im Landkreis Rotenburg (Wümme) in Niedersachsen, der von rechts und Norden in die Wümme mündet.

## Geografie

### Verlauf
Der Rehrbach beginnt zwischen den Mooren Appeler Moor und den Naturschutzgebieten Tister Bauernmoor und Ekelmoor nördlich von Appel. Er fließt als Wiesengraben deutlich begradigt Richtung Süden, nimmt von Osten den Viehgraben und den Graben H auf, am östlichen Ortsrand von Kroemer Dup vorbei, nimmt den Bruchgraben, Achtergraben und Hutsohrgraben auf, kreuzt die K 226. Ab hier geht es durch Wald- und Wiesen, nimmt den Suhrwiesengraben von Osten auf, am LandPark Lauenbrück vorbei und kreuzt die K 212. Durch das Naturschutzgebiet Wümmeniederung mit Rodau, Wiedau und Trochelbach, östlich an der Ortschaft Rehr vorbei, mündet er wenige Meter später von rechts und Norden in die Wümme.

## Zustand
Der Rehrbach ist größtenteils kritisch belastet (Gewässergüteklasse II-III). Nur im letzten Viertel ist der Bach mäßig belastet. (Gewässergüteklasse II).

## Befahrungsregeln
Zum Schutz, dem Erhalt und der Verbesserung der Fließgewässer als Lebensraum für wild lebende Tiere und Pflanzen erließ der Landkreis Rotenburg (Wümme) 2015 eine Verordnung für sämtliche Fließgewässer. Seitdem ist das Befahren der Rehrbach ganzjährig verboten.